# Лимпопо
 За едноименната провинция вижте Лимпопо (провинция).  
Лимпопо (Крокодилска река) (на английски: Limpopo River, на португалски: Rio Limpopo) е река в Южна Африка, протичаща през териториите на Република Южна Африка, Ботсвана, Зимбабве и Мозамбик и вливаща се в Индийския океан. Дължината ѝ е 1750 km, а площта на водосборния басейн – 415 000 km². Река Лимпопо води началото на 1593 m н.в. под името Крокодилска река от северния склон на планината Витватерсранд в Република Южна Африка, недалеч от Йоханесбург. В горното си течение има посока север-северозапад и тече в в сравнително дълбока долина. След град Табазимби излиза от планинските райони и навлиза в югоизточната част на падината Калахари, като долината ѝ значително се разширява. При устието на левия си приток Хрут-Марико достига до границата с Ботсвана и завива на североизток. От тук на протежение около 550 km служи за граница между РЮА и Ботсвана. В целия този участък от излизането си от планините до и по границата с Ботсвана пресича засушливи райони и е маловодна. След устието на левия си приток Шаше завива на изток и в този участък е гранична река между РЮА и Зимбабве. След устието на десния си приток Лувувху (Пафури), навлиза на територията Мозамбик и пресича в югоизточно направление южната част на Мозамбикската низина. По цялото си протежение река Лимпопо образува огромна полуокръжност (дъга), изпъкнала на север, като заобикаля от запад, север и североизток платото Велд. Влива се в Индийския океан при малкото градче Зонгвене, на около 125 km североизточно от столицата Мапуто.
Основни притоци: леви – Иландс, Хрут-Марико, Нотвани (епизодично), Лоцане (епизодично), Мотлоуце (епизодично), Шаше (362 km), Бубие, Нуанеци (Нванеци, 400 km), Шангане (436 km); десни – Пинарс, Матлабас, Понгола (Могол), Могалаквена, Санд (350 km), Лувувху (Пафури, 200 km), Олифантс (Лепеле, Слонска река, 560 km). Главното си подхранване река Лимпопо получава от левите си притоци Шаше, Бубие, Нуанеци, Шангане и от десния си приток Олифантс. През летния дъждовен сезон (от януари до март) нивото на водата в долното ѝ течение се повишава с 5 – 7 m, а оттокът и достига до 17 500 m³/s. Минимален отток през есента 20 m³/s. Среден многогодишен отток 143 m³/s. По средното и долното течение на реката са изградени редица иригационни системи, черпещи вода от реката. целогодишна е плавателна за плитко газещи речни съдове на 160 km от устието.